# Горизонтальный небоскрёб
Горизонтальный небоскрёб (англ. Horizontal skyscraper) — высотное здание (небоскрёб), как правило, имеющее на верхнем конце горизонтальные консольные конструкции этажей либо горизонтальные конструкции этажей в виде моста (балки), опирающиеся на одну или несколько вертикальных колонн-небоскрёбов. Горизонтальный небоскрёб может быть положен на опоры как мост или подвешен к ним, либо может опираться сплошным ленточным или плитным фундаментом на землю всей своей нижней поверхностью.

## История

### СССР, Россия
В конце XIX — начала XX веков при строительстве больших густонаселённых городов стали возникать проблемы вертикального зонирования (пересечения транспортных и пешеходных потоков) и рационального использования территориальных, водных и энергетических ресурсов, что побудило ряд фантастов, художников и архитекторов-утопистов к новым дерзким проектам. Выделилось несколько инакомыслящих активистов — А. Лавинский, Эль Лисицкий и других, сформировавших с 1915 года новое течение — конструктивизм.
«Как из рога изобилия посыпались самые дикие проекты. Для проживания горожан предлагались летающие города (несомые дирижаблями), „горизонтальные небоскрёбы“ (вытянутые по горизонтали над городом параллепипеды на ножках-опорах), „новые дезурбанистические поселения“ (вереницы коттеджей, растянувшиеся на сотни километров вдоль центрального шоссе)», — писал А. Рогачёв в книге «Москва. Великие стройки социализма». Стали появляться массово активисты, которые разрабатывали необычные футуристические проекты того времени, такие, как: «динамические города» (А. Лавинский), трансформируемые сооружения (К. Мельников), высотные каркасные объекты (В. Кринский) и «горизонтальные небоскрёбы» (Л. Лисицкий).
В 1921 году архитектор А. Лавинский представил утопический проект «города на рессорах».
В 1923—1925-х годах советский художник и архитектор-конструктивист Эль Лисицкий предложил в проектном решении тонкую и высокую башню, на верхнем конце которой была консольная конструкция со значительным вылетом. Архитектурная деятельность Лисицкого заключалась, в частности, в решении проблем вертикального зонирования городской застройки. Его проект «горизонтальных небоскрёбов» для Москвы (1923—1925), получивший шутливое название «заоблачные утюги», предлагался также и для полной сохранности исторически сложившейся застройки Москвы минуя снос старых зданий.
В 1925 году К. Мельников представил «гаражи-автостоянки для Парижа», которые «парят» над мостами через Сену, Франция.
В 1930—1932 годах по проекту Эль Лисицкого была построена типография журнала «Огонёк» 55°46′38″ с. ш. 37°36′39″ в. д. (дом № 17 по 1-му Самотёчному переулку). Типография Лисицкого отличается удивительным сочетанием огромных квадратных и маленьких круглых окон. Здание в плане похоже на эскиз «горизонтального небоскрёба» Лисицкого.
В 1931 году 1 октября на Всесоюзном конкурсе проект Дворец Советов архитекторов Алабяна и Симбирцева (первая премия) был похож на горизонтальные небоскрёбы Лисицкого, но не был присуждён Сталиным к высшей премии и проект не был реализован.
Одни из самых длинных в мире горизонтальных небоскрёбов были спроектированы советскими архитекторами и построены в России

### Китай
В 2019 году в Китае был построен самый большой мост-небоскрёб в мире — комплекс Раффлз-Сити T3N, T4N.